# Ponte Narayani
A Ponte Narayani (em nepali:  नारायणी पुल) é uma ponte no Nepal e que fica na região central do país, sobre o rio Gandaki. A ponte liga o município de Gaindakot do Distrito Nawalparasi na região ocidental do Nepal, com Narayanghat (Bharatpur, Nepal), cidade na região central. Construída na década de 1980, a ponte sobre o rio Narayani tem 700 metros de comprimento é uma das vias de comércio e transporte mais importantes do país.